# Agathelpis
Agathelpis es un género con ocho especies de plantas  perteneciente a la familia Scrophulariaceae. Comprende 7 especies descritas y de estas, solo 6 aceptadas.

## Taxonomía
El género fue descrito por Jacques Denys Choisy y publicado en Mémoires de la Société de Physique et d'Histoire Naturelle de Genève 2(2): 85, 95. 1824.

## Especies aceptadas
A continuación se brinda un listado de las especies del género Agathelpis aceptadas hasta julio de 2011, ordenadas alfabéticamente. Para cada una se indica el nombre binomial seguido del autor, abreviado según las convenciones y usos.
- Agathelpis adunca E.Mey.
- Agathelpis angustifolia Choisy
- Agathelpis brevifolia E.Mey.
- Agathelpis mucronata E.Mey.
- Agathelpis nitida E.Mey.
- Agathelpis parvifolia Choisy